# Play6
Ne doit pas être confondu avec Zone économique spéciale.
Play6, anciennement Zes (« Six » en néerlandais), est une chaîne de télévision privée belge émettant principalement en Flandre et à Bruxelles. Créée en 2016, la « Six » appartient à SBS Belgium, filiale du groupe audiovisuel De Vijver Media.
Zes est une chaîne thématique, diffusant exclusivement des fictions américaines : films, téléfilms, et surtout des séries. La chaîne diffuse régulièrement des « marathons » : soit l'intégralité d'une saison d'une série en une fois,,.

## Histoire
Le 14 juin 2016, SBS Belgium annonce le lancement d'une troisième chaîne, aux côtés de ses chaînes existantes (Vier et Vijf). Dénommée « Zes », elle est présentée comme une chaîne diffusion spécifiquement des fictions américaines : des séries, des sitcoms et des films familiaux. Sa création est en lien avec l'évolution de Vier et Vijf, dont la programmation évolue vers plus de programmes flamands. Le public cible de Zes est identique à celui de Vier et de sa concurrente VTM. SBS entend ainsi poursuivre son offre de films et de séries, de façon complémentaire avec ses deux autres chaînes.
Le 14 septembre 2016, le groupe SBS Belgium dévoile la date et l'heure du lancement de Zes : le 6 octobre 2016 à 18h00. La grille de programme, comprenant des films et des séries à heures fixes ainsi que des « marathons » de séries, est également dévoilée.
En 2018, Telenet a acquis les actions des deux autres actionnaires de De Vijver Media (Mediahuis et le duo Wouter Vandenhaute et Erik Watté), lui donnant ainsi le contrôle total de SBS Belgique.
Le 28 janvier 2021, Vier, Vijf et Zes deviennent Play4, Play5 et Play6, avec le lancement d'une quatrième chaîne Play7 le 2 avril 2021 dédié au public féminin. De plus, une nouvelle plateforme vidéo est lancée, nommé GoPlay (fusionnant vier.be, vijf.be et zestv.be),.

## Identité visuelle

### Logos
Le logo de la chaîne montre les lettres « ZES » à l'intérieur d'une bulle formant un 6.

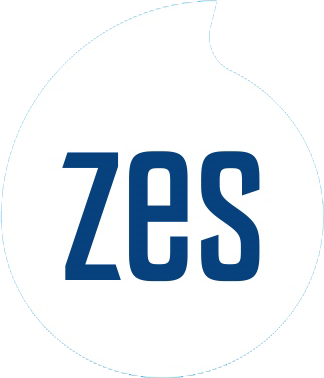
Logo de Zes du 6 octobre 2016 à 2018.
Logo de Zes de 2018 à 2021.

## Programmes

### Séries
- 666 Park Avenue
- Army Wives
- Arrow
- Bag of Bones
- BattleBots
- Blue Bloods
- Castle
- Cold Case
- Criminal Minds
- Crime Scene Investigation
- CSI: NY
- CSI: Miami
- Cult
- Dexter
- Flashpoint
- Hawaii Five-O
- Hot in Hollywood
- MacGyver
- Mike & Molly
- One Tree Hill
- Partners
- Private Practice
- Sex and the City
- Supergirl
- Supernatural
- Zoo

### Autres programmes
Zes diffuse également les programmes de soirées de la radio Nostalgie.

## Diffusion
VIJF est diffusée sur tous les réseaux numériques flamands et bruxellois, mais aussi en Wallonie sur Proximus TV. En outre, certains réseaux comme Telenet et Proximus TV diffusent aussi la chaîne en haute définition.
Contrairement à ses chaînes sœurs Vier et Vijf, Zes n'est pas diffusée en analogique.